# Senoren

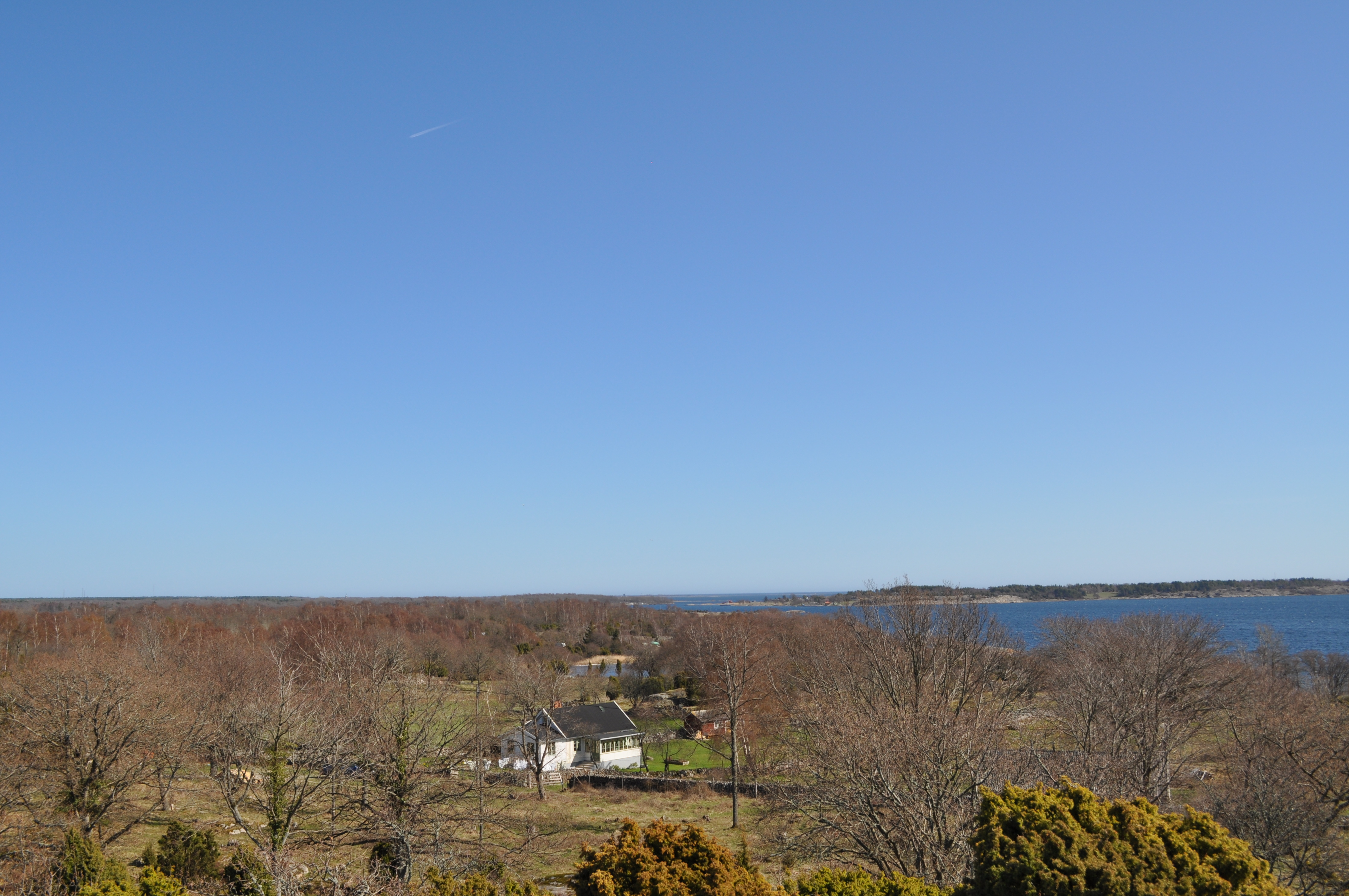
Senoren, vy från Torp mot öster över Gåsefjärdens norra del samt Ytterön

Senoren är en ö i Karlskrona kommun i Blekinge skärgård län med broförbindelse från Möcklö.
Ön Senoren bildar tillsammans med de övriga större öarna Sturkö, Tjurkö, Aspö och Hasslö en ring av öar utanför Karlskrona. Bandet av öar gjorde den inre ön Trossö till en lämplig och lättförsvarad plats för en örlogsbas, varför Karlskrona först kom att placeras där när staden grundades år 1680 genom beslut av Karl XI. 
Broförbindelsen över Möcklösund är en högbro med en längd av 560 meter och med en segelfri höjd av 18 meter. Bron invigdes 13 juni 1998. Denna högbro ersatte den tidigare svängbron, som hade färdigställts 1939.

## Historia
På ön finns flera lämningar från stenåldern, bland annat en större flintyxa som är utställd på Blekinge museum.
Verksamheten på Senoren har naturligen dominerats av småjordbruk och fiske. Bland annat har potatis och jordgubbar från Senoren under senaste decennierna varit eftertraktade.

## Turism och sevärdheter
Senoren är en uppskattad turistort – speciellt för personer och familjer från Sverige, Danmark, Tyskland och Nederländerna – med goda möjligheter till camping och bad.

## Galleri

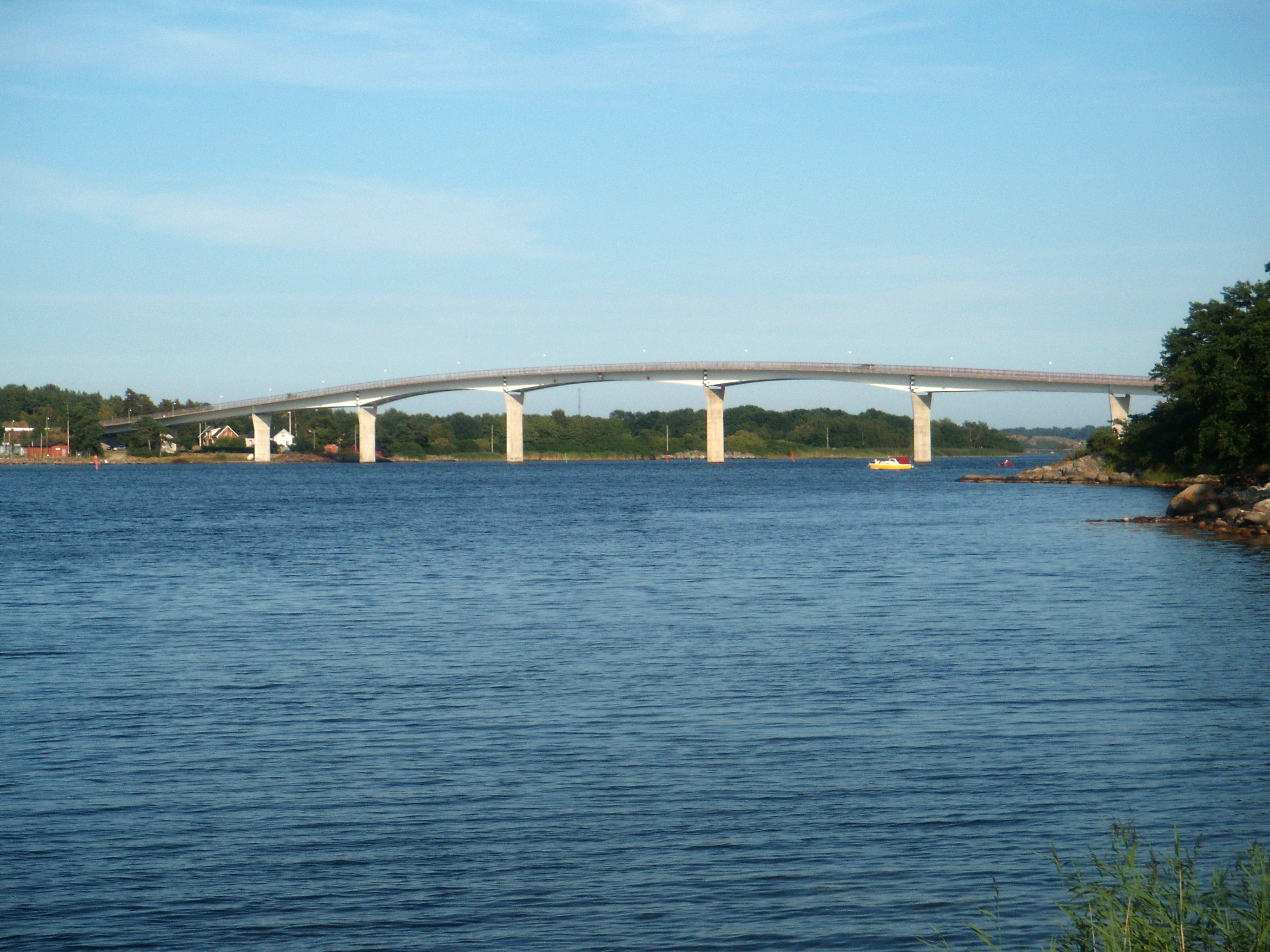
Bron över Möcklösund till Senoren.
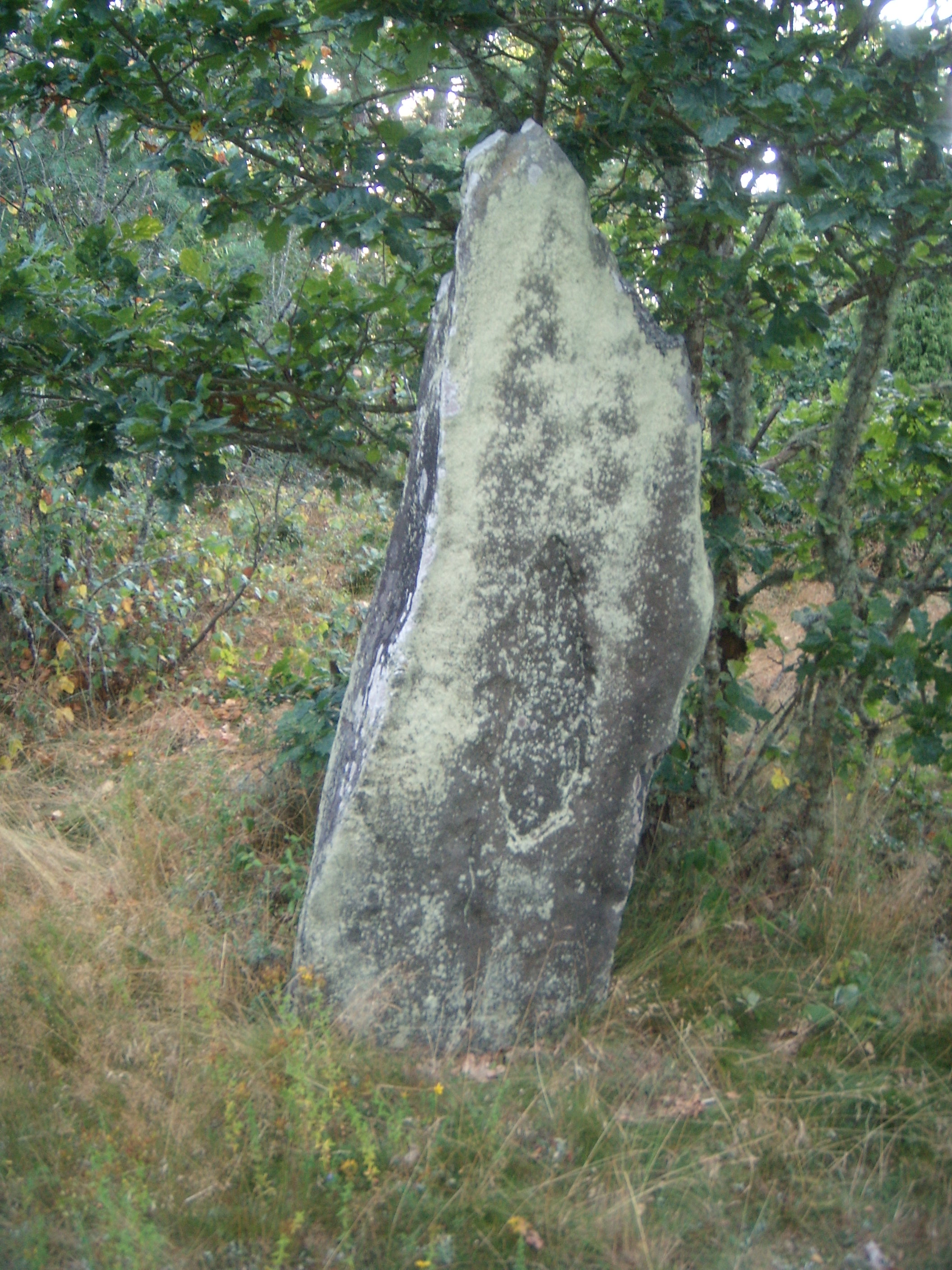
Stenen på Kumla i Västernäs
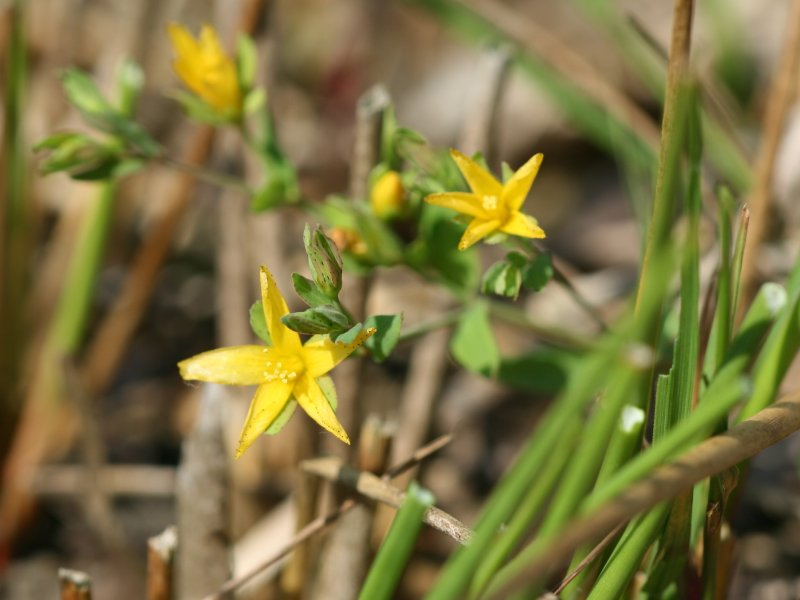
Dvärgjohannesört